# 1684
| [ Edytuj tabelę ]              | |
| Król Polski                    | - 1674 Jan III Sobieski 1696 |
| Współksiążęta Andory           | - 1682 Joan Baptista Desbac i Mortorell 1688 - 1643 Ludwik XIV 1715                                                                   |
| Król Anglii i Szkocji          | - 1660 Karol II 1685 |
| Elektor Bawarii                | - 1679 Maksymilian II Emanuel 1726 |
| Elektor Brandenburgii          | - 1640 Fryderyk Wilhelm 1688 |
| Sułtan Brunei                  | - 1673 Muhyiddin 1690 |
| Cesarz Chin                    | - 1661 Kangxi 1722 |
| Król Czech                     | - 1657 Leopold I Habsburg 1705 |
| Król Danii                     | - 1670 Chrystian V 1699 |
| Dalajlama                      | - 1683 Cangjang Gjaco 1706 |
| Cesarz Etiopii                 | - 1682 Ijasu Wielki 1706 |
| Król Francji                   | - 1643 Ludwik XIV 1715 |
| Król Hiszpanii                 | - 1665 Karol II 1700 |
| Landgraf Hesji-Kassel          | - 1670 Karol I Heski 1730 |
| Stadhouder Holandii            | - 1672 Wilhelm III Orański 1702 |
| Szach Iranu                    | - 1666 Safi II 1694 |
| Państwo Wielkich Mogołów       | - 1658 Aurangzeb 1707 |
| Król Irlandii                  | - 1660 Karol II Stuart 1685 |
| Cesarz Japonii                 | - 1663 Reigen 1687 |
| Kalif                          | - 1648 Mehmed IV 1687 |
| Patriarcha Konstantynopola     | - 1682 Dionizy IV Muzułmanin 1684 - 1684 Parteniusz IV 1684                                                                           |
| Władca Korei                   | - 1674 Sukjong 1720 |
| Książę Kurlandii i Semigalii   | - 1682 Fryderyk Kazimierz Kettler 1698                                                                                                |
| Książę Liechtensteinu          | - 1627 Karol Euzebiusz 1684 |
| Sułtan Maroka                  | - 1672 Maulaj Isma’il 1727 |
| Książę Monako                  | - 1662 Ludwik I 1702 |
| Król Nawarry                   | - 1643 Ludwik XIV 1710 |
| Król Norwegii                  | - 1670 Chrystian V 1699 |
| Sułtan Omanu                   | - 1649 Sultan I ibn Sajf 1688 |
| Elektor Palatynatu             | - 1680 Karol II 1685 |
| Papież                         | - 1676 Innocenty XI 1689 |
| Książę Parmy i Piacenzy        | - 1646 Ranuccio II 1694 |
| Król Portugalii                | - 1683 Piotr II 1706 |
| Książę w Prusach               | - 1640 Fryderyk Wilhelm Wielki Elektor 1688                                                                                           |
| Car Rosji                      | - 1682 Iwan V 1696 - 1682 Piotr I Wielki 1725                                                                                         |
| Cesarz Rzymski (niemiecki)     | - 1658 Leopold I Habsburg 1705 |
| Kapitanowie Regenci San Marino | - 1683 Carlo Tosini Lorenzo Giangi 1684 - 1684 Giuliano Belluzzi Giambattista Fattori 1684 - 1684 Francesco Loli Pietro Francini 1685 |
| Elektor Saksonii               | - 1680 Jan Jerzy III Wettyn 1691 |
| Król Szwecji                   | - 1660 Karol XI 1697 |
| Król Tajlandii                 | - 1656 Narai 1688 |
| Sułtan Turków                  | - 1648 Mehmed IV 1687 |
| Doża Wenecji                   | - 1683 Marcantonio Giustinian 1688 |
| Król Węgier                    | - 1655 Leopold I 1705 |
| Książęta Wirtembergii          | - 1677 Eberhard Ludwik 1733 |

Rok 1684 / MDCLXXXIV
stulecia: XVI wiek ~
XVII wiek ~
XVIII wiek

lata: 1674 «
1679 «
1680 «
1681 «
1682 «
1683 «
1684
» 1685
» 1686
» 1687
» 1688
» 1689
» 1694

## Wydarzenia w Polsce
- Przystąpienie RP do Ligi Świętej.

## Wydarzenia na świecie
- 10 stycznia – właściciel pierwszej w Wiedniu kawiarni, kupiec Jerzy Franciszek Kulczycki został przez Leopolda I mianowany cesarskim tłumaczem języka tureckiego.
- 5 marca – podpisano, z inicjatywy papieża Innocentego XI Ligę Świętą. W skład jej wchodziła Rzeczpospolita, Austria, Wenecja, Papiestwo i Moskwa (od 1686).
- 21 marca – włoski astronom Giovanni Cassini odkrył księżyce Saturna: Dione i Tetydę.
- 24 lipca – René-Robert Cavelier de La Salle żegluje z Francji z dużą ekspedycją mającą za cel ustanowienie kolonii francuskich w rejonie Zatoki Meksykańskiej, u ujścia rzeki Mississippi.
- 10 grudnia – praca (De Motu Corporum) nad pojęciem grawitacji i jej wpływem na orbity planet Isaaca Newtona, odwołująca się do praw Keplera, została odczytana w Royal Society przez Edmunda Halleya. Praca ta obejmowała początki praw ruchu, które zostały szerzej omówione w Principiach.

## Urodzili się
- 24 stycznia – Karol Aleksander, książę Wirtembergii (zm. 1737)
- 24 lutego – Matthias Bernard Braun, rzeźbiarz reprezentujący styl śląskiego baroku w Czechach (zm. 1738)
- 22 marca – Matej Bel, słowacki kaznodzieja ewangelicki i uczony, prekursor Oświecenia na Węgrzech (zm. 1749)
- 7 maja – Maria Ludwika od Jezusa, francuska zakonnica, błogosławiona katolicka (zm. 1759)
- 10 października – Jean Antoine Watteau, francuski malarz, rysownik i rytownik, prekursor rokoka (zm. 1721)
- 3 grudnia – Ludvig Holberg, duński pisarz, twórca duńskiego języka literackiego (zm. 1754)

## Zmarli
- 15 stycznia – Alvise Contarini, 106. doża Wenecji (ur. 1601)
- 26 lipca – Elena Cornaro Piscopia, włoska matematyczka i filozofka, pierwsza kobieta, która otrzymała stopień naukowy doktora (ur. 1646)
- 11 września – Bonawentura z Barcelony, hiszpański franciszkanin, błogosławiony (ur. 1620)
- 1 października – Pierre Corneille, poeta i dramaturg francuskiego baroku (ur. 1606)

## Święta ruchome
- Tłusty czwartek: 10 lutego
- Ostatki: 15 lutego
- Popielec: 16 lutego
- Niedziela Palmowa: 26 marca
- Wielki Czwartek: 30 marca
- Wielki Piątek: 31 marca
- Wielka Sobota: 1 kwietnia
- Wielkanoc: 2 kwietnia
- Poniedziałek Wielkanocny: 3 kwietnia
- Wniebowstąpienie Pańskie: 11 maja
- Zesłanie Ducha Świętego: 21 maja
- Boże Ciało: 1 czerwca